# Christopher Williams (Fotograf)
Christopher Williams (* 1956 in Los Angeles) ist ein US-amerikanischer Fotograf und Konzeptkünstler.

## Leben
Christopher Williams wurde als Sohn eines Special Effects Künstlers geboren. In den späten 1970er Jahren und frühen 1980er Jahren studierte Williams am California Institute of the Arts unter Konzeptkünstlern wie Michael Asher, John Baldessari und Douglas Huebler. 1981 beendete er sein Studium mit einem Master of Fine Arts. Seit 2008 leitet er die Klasse für Fotografie an der Kunstakademie Düsseldorf.
Christopher Williams ist mit Ann Goldstein, der ehemaligen Direktorin des Stedelijk Museum verheiratet.

## Werk
Christopher Williams arbeitet überwiegend fotografisch mit Einzelbildern, aber auch installativ sowie textuell. Sein Werk lässt sich als Kritik an der spätkapitalistischen Gesellschaft sowie deren Verhältnissen interpretieren. Williams referiert vielfach auf die Bildwelt der Werbung, des Designs, der Kunst und der Fotografie sowie des Kinos der 1960er und 1970er Jahre. 

## Einzelausstellungen (Auswahl)
- 2019: Christopher Williams. MODEL: Kochgeschirre, Kinder, Viet Nam (Angepasst zum Benutzen), C/O Berlin.[7]
- 2015: Christopher Williams: The Production Line of Happiness, Whitechapel Art Gallery, London.[8]
- 2014: Christopher Williams: The Production Line of Happiness, Museum of Modern Art, New York.[9]
- 2014: Christopher Williams: The Production Line of Happiness, Art Institute of Chicago.[10]
- seit 2000: Regelmäßige Ausstellungen in der Galerie David Zwirner.[11]
- seit 1994: Regelmäßige Ausstellungen in der Galerie Gisela Capitain.[12]

## Gruppenausstellungen (Auswahl)
- 2009: Mathias Poledna / Christopher Williams, Bonner Kunstverein.[13]
- 2005: Christopher Williams & de Rijke / de Rooij, Wiener Secession.[14]

## Kataloge (Auswahl)
- Christopher Williams: Inklusive Franz Xaver Kroetz. Walther König, Köln 2020, ISBN 3-96098-912-1, S. 42.
- Christopher Williams: Normative Models. Walther König, Köln 2018, ISBN 978-3-96098-370-5, S. 144.
- Christopher Williams: Stage Plays. Walther König, Köln 2017, ISBN 978-3-96098-982-0, S. 240.
- Christopher Williams: The Production Line of Happiness. Art Institute of Chicago / Museum of Modern Art / Whitechapel Gallery, 2015, ISBN 978-0-86559-264-3, S. 186.
- Christopher Williams: Christopher Williams: Program. For Example: Dix-Huit Leçons Sur La Société Industrielle (Revision 10). Bergen Kunsthall, 2010, ISBN 978-82-997326-8-0, S. 80.